# Nord de Santa Catarina
La région nord de Santa Catarina est l'une des 6 mésorégions de l'État de Santa Catarina. Elle regroupe 26 municipalités groupées en 3 microrégions. Elle recoupe la région géographique des « hauts-plateaux du Nord » (Planalto Norte, en portugais).

## Données
La région comptait 1 212 997 habitants en 2010 pour 15 937 km2.

## Subdivisions
La mésorégion ouest de Santa Catarina est subdivisée en 3 microrégions:
- Canoinhas
- Joinville
- São Bento do Sul